# Deutschsozialistische Partei
Pour les articles homonymes, voir DSP.
Le Deutschsozialistische Partei ou DSP (Parti socialiste-allemand) est un petit parti politique nationaliste et antisémite allemand, apparu fin 1918 et dissous en 1922 ; nombre de ses membres rejoindront le parti nazi NSDAP.

## Historique
La fondation du DSP remonte à la Société Thulé dirigée par Rudolf von Sebottendorf. Certains membres viennent du Deutschvölkischer Schutz- und Trutzbund (DVSTB). Le programme du parti s'inspire des publications de l'ingénieur Alfred Brunner (de) de Düsseldorf. L'antisémite Brunner voulait l'union du monde des travailleurs « sur une base nationale allemande ».
En Bavière, un groupe local est fondé à Munich en mai 1919 par deux rédacteurs du Münchner Beobachter - rebaptisé plus tard Völkischer Beobachter. Le groupe local de Nuremberg, fondé le 24 novembre 1919, est appelé à devenir le plus important : c'est là que Julius Streicher y adhère avant de parvenir à la tête du parti, à une position similaire de celle d'Adolf Hitler au sein du NSDAP. Le groupe de Nuremberg compte 350 membres à l'été 1920 ; à l'automne 1920, il y aurait eu 35 groupes locaux forts d'environ 2 000 membres.
Le congrès du parti qui se tient à Hanovre du 23 au 25 avril 1920 fonde le parti au niveau national. Aux élections législatives allemandes de 1920, le parti est présent dans 5 circonscriptions électorales sur 35 et obtient 7 000 voix, résultats insignifiant.
| Circonscription       | Voix  | Pourcentage |
| --------------------- | ----- | ----------- |
| Hanovre Sud/Brunswick | 663   | 0,07%       |
| Westphalie Nord       | 913   | 0,09 %      |
| Franconie             | 2.350 | 0,22 %      |
| Leipzig               | 2.071 | 0,33 %      |
| Chemnitz-Zwickau      | 1.191 | 0,13 %      |
| Reich allemand        | 7.188 | 0,03 %      |

Lors de la conférence du parti à Leipzig à l'été 1920, Streicher ne réussit pas à imposer un positionnement politique clair de son parti face au NSDAP et au DVSTB : un accord entre la DSP et le NSDAP prévoit la délimitation de zones d'influence : le DSP doit se limiter à une zone au nord du Main et à la région de Nuremberg. En octobre 1920, le conseil d'administration du DSP transfert son siège de Hanovre à Berlin. Le mois suivant, Emil Holtz (de) devient président du parti. Holtz est issu de la section berlinoise, fondée en juin 1920 par Arno Chwatal (de) et Hermann Kretzschmann (de). En dépit d'un faible nombre d'adhérents, « le DSP de Berlin devient une importante organisation radicale de droite activiste ». En mars 1922, le groupe local de Berlin rejoint le groupe local du NSDAP de Munich.
Un accord entre Streicher et d'autres membres du DSP et le président du NSDAP Anton Drexler, à la fin du mois de mars 1921, prévot la fusion du NSDAP, du DSP et des nationaux-socialistes autrichiens pour former le parti national-socialiste allemand. Le plan échoue car Hitler y est opposé, à la fois afin d'assurer son pouvoir naissant au sein du NSDAP et en raison des positions moins extrêmes du DSP. Finalement, malgré le refus initial d'Hitler, le DSP finira par se fondre dans le parti nazi.
À l'été 1921, Streicher tente de gagner un allié avec la Deutsche Werkgemeinschaft (DW, ou Werkgemeinschaft des Abendländischen Bundes), un mouvement créé par l'agitateur d'Augsbourg Otto Dickel (de). Le DW a créé un groupe local à Nuremberg et a réussi à gagner en popularité, alors que le DSP était lui sur le déclin. Streicher démissionne et se soumet à Hitler en octobre 1922. Le DSP est dissout à l'automne 1922, et nombre de ses membres, dont Julius Streicher, Karl Holz et Wilhelm Grimm (en) rejoignent le NSDAP. 
Le DSP est à distinguer du Parti social allemand (Deutschsoziale Partei), ultra-nationaliste également, soutenu notamment par Fritsch, qui a créé un petit groupe local à Munich en 1911.

## Personnalités du DSP
- Hermann Kretzschmann (de), co-dirigeant du DSP, national-socialiste, occupe un poste de responsable dans la RAD de 1933 à 1936.
- Arno Chwatal, co-dirigeant du DSP, tente de donner une importance syndicale au parti.
- Julius Streicher, antisémite fanatique, futur gauleiter de Franconie.
- Gregor Strasser : il sera l'un des leaders de l'aile gauche du nazisme[3].

## Positionnement
Le DSP tentera de pactiser avec les socialistes et les syndicalistes, Chwatal (en) se plaint le 29 septembre 1920 que la gauche radicale refuse les invitations du DSP, il écrit : "Les ouvriers radicaux de gauche n'ont tout simplement pas accepté nos invitations. Les travailleurs n'ont tout simplement pas répondu à nos invitations, bien que nous en ayons distribué environ 600 pour chaque réunion, tant dans les maisons que dans les différentes usines.", mais il justifie notamment ce positionnement par un pragmatisme, dans le but d'engranger davantage de soutien parmi les classes populaires. 
Le parti est pourtant qualifié de droite radicale dans un ouvrage de Martin Schuster, en revanche, l'affirmation n'y est justifiée ni sourcée.